# Distrito de Toruń
Toruń (polaco: powiat toruński) es un distrito (powiat) del voivodato de Cuyavia y Pomerania (Polonia). Fue constituido el 1 de enero de 1999 como resultado de la reforma del gobierno local de Polonia aprobada el año anterior. Su sede administrativa es Toruń, aunque la ciudad no forma parte de él y por sí misma es otro distrito distinto. Además de con dicha ciudad, limita con otros ocho distritos de Cuyavia y Pomerania: al norte con Chełmno y Wąbrzeźno, al este con Golub-Dobrzyń y Lipno, al sur con Aleksandrów e Inowrocław y al oeste con Bydgoszcz y la ciudad homónima. Está dividido en nueve municipios (gmina): uno urbano (Chełmża) y ocho rurales (Chełmża, Czernikowo, Łubianka, Lubicz, Łysomice, Obrowo, Wielka Nieszawka y Zławieś Wielka). En 2011, según la Oficina Central de Estadística polaca, el distrito tenía una superficie de 1230,42 km² y una población de 96 646 habitantes.